# 李石城
李石城（1935年2月28日—），為1952年白色恐怖事件「鹿窟事件」的受難人，年僅17歲遭逮捕入獄，入獄十多年（1953—1963）。出獄後擔任煤礦工26年6個月，後轉職擔任禮儀師。:336-338並於2000年在水源路大崎腳自費建「抗日忠烈紀念碑」，弔祭罹難抗日義士。

## 早年
李氏家族源自福建省泉州府，本是居於淡水，來台第三代搬至汐止大崎頭。父親李港曾與家族共同參加陳秋菊的抗日軍。李石城於1935年出生，家鄉地址原為「台北州七星郡汐止街康誥坑三百零七番地」，戰後則改成「台北縣汐止鎮白雲里十八鄰一四四號」。:23-26李石城八歲時進入十三分國民學校（今森林小學）就讀，入學兩年後便爆發第二次世界大戰，一時人心惶惶，連學校都呈現半停頓狀態。1945年日本宣佈投降後日子卻沒有好轉，反而因糧食短缺、價格膨脹而生活艱苦。:40-45

## 鹿窟事件
李石城與鹿窟事件核心起事者陳春慶是遠房表兄弟，李石城並因兩人的熟識而參加少年先鋒隊，擔任聯絡員。:52-54許多鹿窟事件受難者也有雷同遭遇。據李石城自述，他於1952年12月19日被鄰居廖賜告知已有人遭抓捕，本想去一斜坑通報他人，卻在半途中得知礦坑內的人都被抓了，於是開始逃亡。:58-59然廖賜的訪談中卻提到他並無報信的機會即被抓，:248雙方各執一詞。

## 獄中生活
1953年4月21日，在被嚴刑拷打之下，李石城承受不了於是坦承犯案並關進軍法處看守所。:1211955年10月，當時有4個看守兵來到李石城所在的牢房門口，要李石城開庭並將他抬出牢房。李石城原本以為會被槍斃，後來被送到法庭判刑10年。至於為何會有這樣的狀況，李石城覺得可能是隔壁房的犯人要被槍斃，但開庭的通知是一起拿來，看守以為是通通都要槍決的，才會把李石城抬出去。:145-148
李石城在獄中也遇到了不少貴人，像是他在獄中的洗衣工場就遇到同鄉又同案的工場負責人潘陳火，見面後就情同父子（當時的軍法處看守所所長陳子華希望讓政治犯變成生財工具，於是在看守所設立了洗衣工場、縫紉工場、土木工場、砂石工場和農場等設施）。:151-153他在獄中也意外讓年少失學的他有了能夠讀書識字的機會。1958年5月1日，蔣經國到洗衣工場視察機器，李石城為其解說時提及《俄蒙回憶錄》，蔣經國見李石城在獄中才開始讀書，竟能記得許多事情，於是安排他到好的讀書環境，後來調職到三民主義訓練班圖書館工作。:172-181
1963年1月25日，李石城服刑期滿，正式出獄。:222

## 出獄後
1963年1月25日，李石城出獄，刑期比原本還多了二十七天，回到了家鄉母親早已過世，家中只剩哥哥一家人和自己。:225-226身為政治犯生活上處處碰壁，最終只能做山或到礦坑工作:249，做些體力活的工作，在一次的工作意外中住了院，與妻子廖碧霞結識:260，生下一個兒子和兩個女兒。1970年5月，李石城到了暖暖煤坑當零時工，當天不小心挖到瓦斯，差點因煤堆而命喪礦坑，後來逃出礦坑，隔天天興煤礦的瓦斯大突出造成了巨大的災難。1984年起，台灣的礦業進入尾聲，礦場的工安事件頻傳，在短短幾年間幾個礦場陸續歇業，李石城就轉行做起了水泥工，一次的木架倒塌使李石城險些喪命，在那之後李石城開始了現在的職業禮儀師，在獄中他曾學過有關禮儀師相關的知識，1968年他主持了堂哥李山林的喪禮後，竟做出了口碑，於是開始了禮儀師的生涯。:335-336
2000年，李石城自費為曾在日治初期於同樣鹿窟在起事抗日的犧牲者，在新北市汐止大崎頭建立「抗日忠烈紀念碑」和忠烈祠堂。
2018年10月5日，促進轉型正義委員會宣告撤銷包含李石城等1270名白色恐怖受難者的罪名，總統蔡英文也公開向受難者道歉。

## 作品
李石城著，《八十憶往—李石城回憶錄：鹿窟風雲》，台中市：白象文化出版社，2015年。